# ギャンブル&ハフ
ギャンブル&ハフ（Gamble and Huff）は、ケニー・ギャンブル（Kenneth Gamble、1943年8月11日生まれ）と、レオン・ハフ（Leon A. Huff、1942年4月8日生まれ）のコンビによる、アメリカのソングライターおよび音楽プロデューサー・デュオ。

## 来歴
1967年にソウル・サバイバーズの「エクスプレスウエィ・トゥ・ユア・ハート」がヒットし、ソングライター・デュオとして認識されるようになる。その後もイントゥルーダーズ、ジェリー・バトラーらのヒット曲を制作。1970年代にはオージェイズ、ハロルド・メルヴィン&ブルー・ノーツ、ビリー・ポールらが大ヒットをとばし、フィリー・ソウルの一大ブームの牽引役となった。ケニー・ギャンブルはイスラム教徒であり、その歌詞には社会派のメッセージが含まれている曲も多い。ギャンブルと彼の企業は2003年にフィラデルフィアに400戸の住宅の建設と改築のために、1億ドルを用意した。

## 主な提供作品
- ソウル・サバイバーズ「エクスプレスウェイ・トゥ・ユア・ハート」(1967年)
- イントルーダーズ「カウボーイズ・トゥ・ガールズ」(1968年)
- ジェリー・バトラー「ネバー・ギブ・ユー・アップ」、「ヘイ・ウエスタン・ユニオン・マン」
- オージェイズ「ラヴ・トレイン」(1973年)
- ビリー・ポール「ミー・アンド・ミセス・ジョーンズ」(1973年)
- テディ・ペンダーグラス「クロース・ザ・ドア」(1978年)
- ハロルド・メルヴィン&ザ・ブルー・ノーツ「二人の絆」(1972年)
- MFSB「ソウル・トレインのテーマ」(1974年)
- ザ・スリー・ディグリーズ「荒野のならず者」(1973年)、「天使のささやき」(1974年)
- パティ・ラベル「イフ・オンリー・ユー・ニュー」(1983年)
- ジャクソン5「ダンシング・マシーン」(1974年)
- シャーリー・ジョーンズ「ドゥ・ユー・ゲット・イナフ・ラブ」(1986年)